# Marinus Zwollo

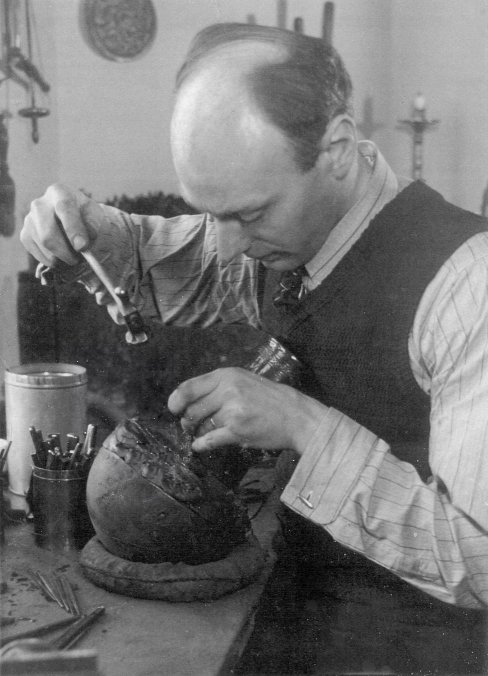
Marinus Zwollo aan het ciseleren, ca. 1946

Marinus Zwollo (Voorschoten, 27 februari 1903 – Amstelveen, 19 juni 1983) was een edelsmid, die in zijn jonge jaren graag beeldhouwer had willen worden. Hij was de jongste zoon van Johannes Zwollo jr. en een kleinzoon van Johannes Zwollo sr., beiden kundige zilversmeden. In 1907 verhuisde het gezin van Voorschoten naar Amsterdam, waar Johannes jr. zijn vader Johannes sr. opvolgde als bedrijfsleider van de zilverfabriek van de firma Bonebakker.

## Opleiding
In 1915, op 12-jarige leeftijd, was Marinus Zwollo een van de vier leerlingen van de pas opgerichte klas edelsmeden aan de Quellinusschool te Amsterdam. Hij zou als enige na vier jaar zijn einddiploma halen. Het waren vooral theoretische lessen geweest en veel tekenonderwijs, omdat er geen geld was voor materialen. Maar materiaal was er wel op de zilverfabriek bij zijn vader.
Op 16-jarige leeftijd ging hij nog een jaar in de leer bij zijn oom Frans Zwollo sr., die van 1914-1924 docent was aan de Academie van Beeldende Kunsten in Den Haag.
Na dat extra schooljaar vertrok de intussen 17-jarige Marinus naar München en deed hij met succes toelatingsexamen aan de Kunstgewerbeschule. De architect Richard Riemerschmid was er directeur en de school trok internationaal de aandacht.

## Leven en werk

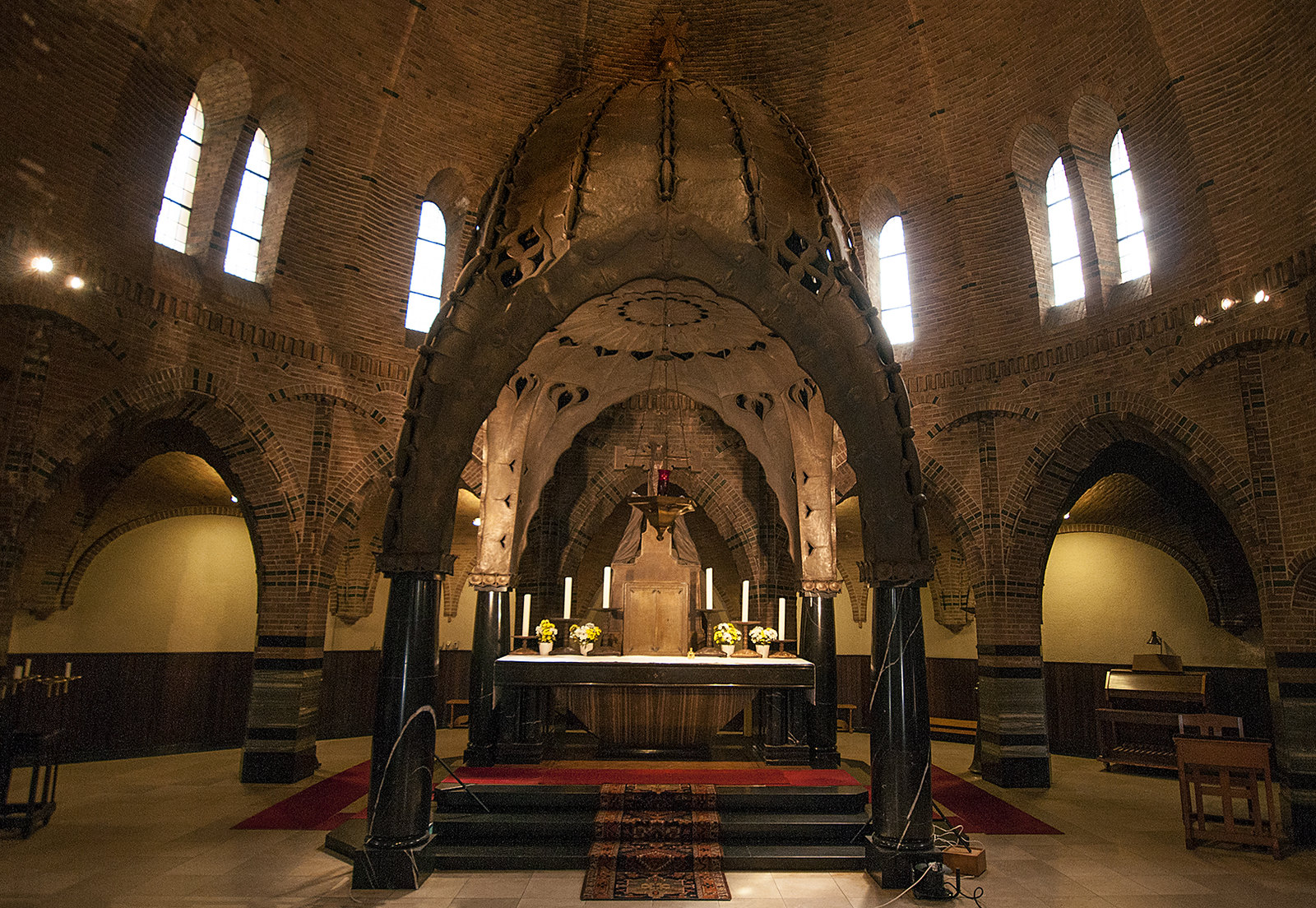
Koperen ciborium in Sint-Jan de Doper te Waalwijk, uitgevoerd door Marinus Zwollo naar ontwerp van architect H. Valk

Als 21-jarige edelsmid accepteerde Marinus Zwollo in Antwerpen de uitdaging om een altaarciborie, een groot baldakijn, uit te voeren voor de Sint-Jan de Doperkerk te Waalwijk. Deze neo-Byzantijnse kerk was het ontwerp van architect Hendrik Willem Valk. Het koperen baldakijn stelt een tempel van leerhuiden voor en was een geschenk van de leerhandelaren van Waalwijk. In de avonduren volgde hij boetseerlessen aan de Koninklijke Academie voor Schone Kunsten van Antwerpen. Zijn leraar daar was de beeldhouwer Frans Huygelen.
Marinus Zwollo bleef wel edelsmid, maar zijn voorliefde voor het boetseren leefde hij uit in het ciseleren. Hij werd een meester in het drijven van reliëfs. Na Antwerpen werkte hij nog in Parijs en later vestigde hij zich als zelfstandig edelsmid in Leuven, waar jonge priesters van het seminarie hem veel werk gaven.
Begin jaren dertig keerde hij terug naar Amsterdam. Samen met zijn vader en zijn oom Frans Zwollo sr. huurde hij een atelier in de Langestraat. Zijn oom zorgde voor de opdrachten. In 1941 werd het werken in Amsterdam te moeilijk en te gevaarlijk en verhuisde Marinus met zijn gezin naar Amstelveen. Zijn oom Frans ging ook mee. Tot in 1942 lukte het nog om werk af te leveren. Daarna werd het werken onmogelijk.
Na de oorlog pakte hij het werk in zijn atelier weer op. Er kwamen kerkopdrachten binnen, onder meer het ciseleren van 14 Kruiswegstaties voor de Christus Koningkerk in Amsterdam in 1957. Dit kerkgebouw was een geschenk van de katholieke bevolking van Amsterdam omdat de stad een groot bombardement gespaard was gebleven. Deze Kruisweg is nu te zien in de Sankt Josefs katolska kyrka in Köping, Zweden.

## Leraar
Marinus Zwollo werd in 1949 aangesteld als leraar edelsmeden aan het Instituut voor Kunstnijverheidsonderwijs te Amsterdam, de vroegere Quellinusschool. In de bijna twintig jaar die volgden, gaf hij een hele generatie jonge kunstenaars les in edelsmeden. Bekende leerlingen van hem zijn Emmy van Leersum en Gijs Bakker. Marinus Zwollo ging in 1968 met pensioen.

## Gezin
Marinus Zwollo trouwde in 1937 met Alida Witteman en uit dit huwelijk werden zeven kinderen geboren.

## Biografie (selectie)
- Martens, H. (2000) Op de huid, sieraden uit de collectie. Arnhem: Gemeentemusea Arnhem. ISBN 90-72861-272
- Unger, M. (2004) Het Nederlandse sieraad in de 20ste eeuw. Bussum: THOTH. ISBN 9789068683486

## Werk in openbare collecties (selectie)
- Rijksmuseum Amsterdam[2]